# Aulonocara stuartgranti
Aulonocara stuartgranti è una specie di pesci della famiglia dei Ciclidi. La si ritrova in Malawi, Mozambico, e Tanzania. Il suo habitat naturale sono i laghi di acqua dolce.